# Tachyphonus
Tachyphonus  es un género de aves paseriformes perteneciente a la familia Thraupidae que agrupa a especies nativas de la América tropical (Neotrópico), donde se distribuyen desde Honduras a través de América Central y del Sur hasta el norte de Argentina. A sus miembros se les conoce por el nombre popular de tangaras, y también fruteros, entre otros. Tres especies, antes colocadas en el presente género, fueron separadas en un género propio Loriotus en el año 2016.

## Etimología
El nombre genérico masculino «Tachyphonus» deriva de la palabra griega «takhuphōnos, que significa  «que habla rápido, parlachín».

## Características
Este es un género ampliamente diseminado de tangaras, bastante diversificado (tal vez continúe polifilético), encontrado principalmente en bosques y selvas de baja altitud. Medianos, miden entre 14,5 y 18 cm de longitud. Los machos son usualmente negros, a menudo matizados por color en la cresta, cobertoras de las alas, rabadilla, o flancos; las hembras son más apagadas, marrones o más oliváceas. Todos los Tachyphonus presentan un azulino pálido en la mandíbula inferior o en la base del pico entero.

## Taxonomía
En los años 2010, publicaciones de filogenias completas de grandes conjuntos de especies de la familia Thraupidae basadas en muestreos genéticos, permitieron comprobar lo que ya era sugerido por otros autores anteriormente: que el presente género era polifilético, con las especies antes denominadas Tachyphonus cristatus, T. rufiventer y T. luctuosus formando un clado bien caracterizado distante del resto de las especies. Morfológicamente, los machos de estas tres especies comparten el color negro brillante, la corona amarilla o anaranjado brillante y la mancha blanca en las alas. Así como también T. surinamus y T. delatrii estaban distantes del resto y formando un clado con los géneros Lanio, Rhodospingus y Coryphospingus, pero con sus relaciones filogenéticas menos definidas. Burns et al. (2016) propusieron:
- separar las tres especies citadas en un nuevo género Islerothraupis;
- separar T. surinamus en un nuevo género monotípico Maschalethraupis;
- separar T. delatrii en un nuevo género monotípico Chrysocorypha.

La inclusión de las tres especies y el género Islerothraupis fueron reconocidos en la Propuesta N° 730.05 al Comité de Clasificación de Sudamérica (SACC); en el mismo análisis, en la parte 730.06 se rechazó el reconocimiento de los dos nuevos géneros monotípicos por considerar que la topología del grupo está pobremente resuelta, a pesar de estar comprobado que T. surinamus y T delatrii no son especies hermanas entre sí y tampoco con el resto de los Tachyphonus verdaderos, por lo que su permanencia en el presente género es claramente transitoria.
Posteriormente, se descubrió que existía un género Loriotus disponible, descrito por el zoólogo polaco Feliks Paweł Jarocki en 1821, cuya especie tipo era Tanagra cristata = Tachyphonus cristatus, por lo que Islerothrupis se convirtió en un sinónimo posterior del mismo. Esta corrección taxonómica fue aprobada en la Propuesta N° 836 al SACC.
Las relaciones con otros géneros son complejas, pero Tachyphonus está hermanado por un lado con Ramphocelus, y por el otro con un clado formado por los géneros Lanio, Rhodospingus, Coryphospingus y las propias especies T. delatrii y T. surinamus, todos en una subfamilia Tachyphoninae.

## Lista de especies
Según las clasificaciones del Congreso Ornitológico Internacional (IOC) y Clements Checklist/eBird v.2021 el género agrupa a las siguientes especies con el respectivo nombre popular de acuerdo con la Sociedad Española de Ornitología (SEO):
| Imagen | Nombre científico      | Autor            | Nombre común        | EC (*) |
| ------ | ---------------------- | ---------------- | ------------------- | ------ |
|        | Tachyphonus surinamus  | (Linnaeus, 1766) | tangara crestifulva | LC     |
|        | Tachyphonus delatrii   | Lafresnaye, 1847 | tangara de Delattre | LC     |
|        | Tachyphonus coronatus  | (Vieillot, 1822) | tangara coronada    | LC     |
|        | Tachyphonus rufus      | (Boddaert, 1783) | tangara negra       | LC     |
|        | Tachyphonus phoenicius | Swainson, 1838   | tangara de galones  | LC     |